# ウポポイ
座標: 北緯42度33分37秒 東経141度21分55.9秒 / 北緯42.56028度 東経141.365528度

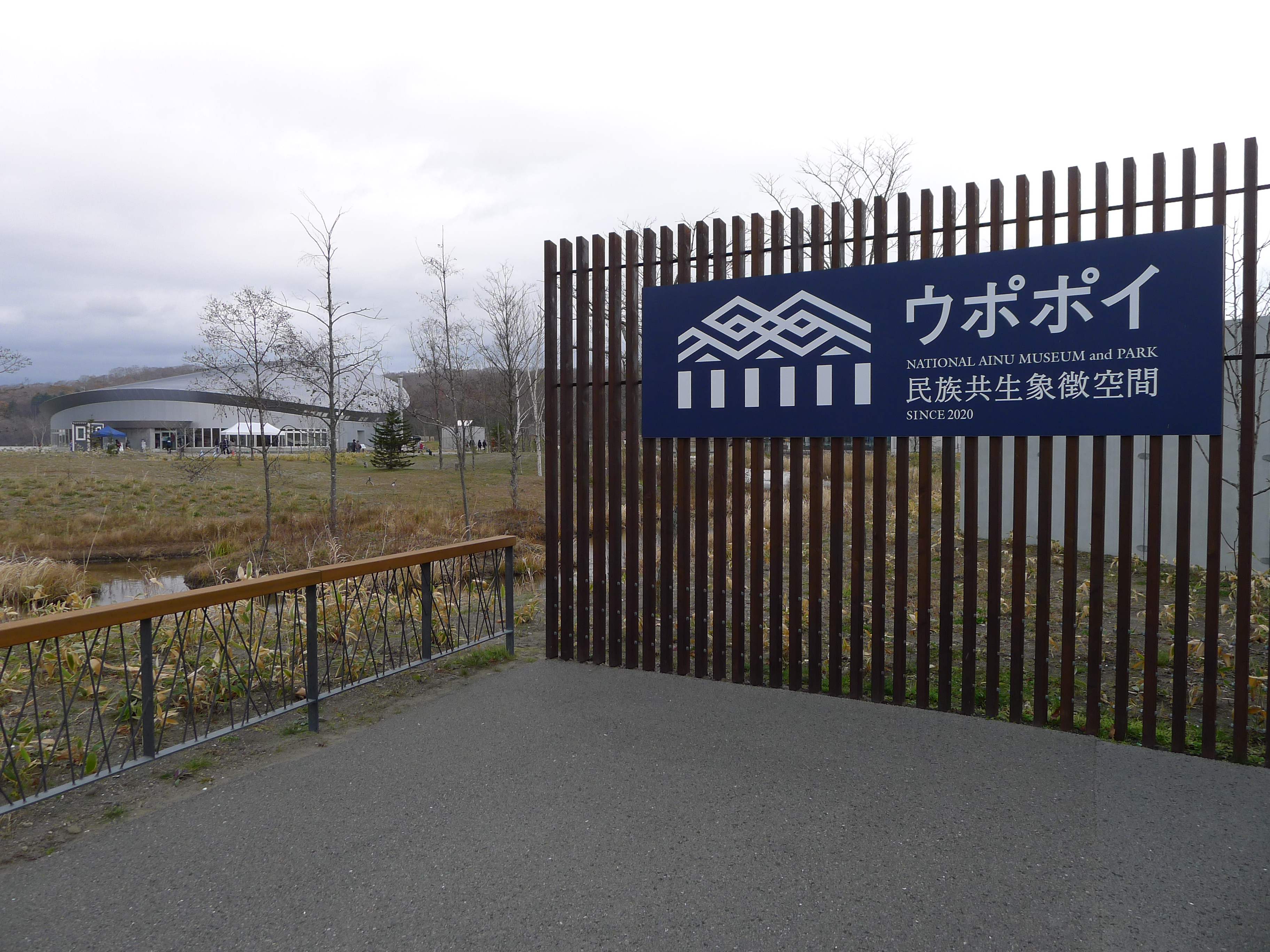

ウポポイ（Upopoy）は、北海道白老郡白老町にある「民族共生象徴空間」の愛称。主要施設として国立アイヌ民族博物館、国立民族共生公園、慰霊施設を整備しており、アイヌ文化の復興・創造・発展のための拠点となるナショナルセンター。「ウポポイ」とはアイヌ語で「（大勢で）歌う」を意味している。

## 沿革
1997年（平成9年）に「アイヌ文化の振興並びにアイヌの伝統等に関する知識の普及及び啓発に関する法律（アイヌ文化振興法）」（2020年（令和元年）廃止）が施行してアイヌ文化の伝承活動の裾野拡大に向けた取り組みを展開していた。が、アイヌ文化の伝承者が少なくなり、アイヌ語や伝統工芸が存立の危機に直面し、歴史や文化について日本国民の幅広い理解が進んでいないという課題も未だにある。2009年（平成21年）の「アイヌ政策のあり方に関する有識者懇談会」報告において「民族共生の象徴となる空間」の整備が提言され、アイヌ文化を復興・創造・発展させる拠点であり、先住民族の尊厳を尊重した多様な文化を持つ社会を築いていくための象徴として複合的な意義や目的を有する空間を整備することとなった。
開業予定日は2020年（令和2年）4月24日であったが、新型コロナウイルスの感染状況を踏まえ、同年5月29日に開業を延期した。再び5月29日の開業を延期し、開業時期は未定とされた。地元住民を対象とした内覧会を開催後、国土交通省は感染症対策の基本的対処方針や各種ガイドラインに基づく取組みを講じた上で記念式典を7月11日に開催し、翌日に開業すると発表した。7月12日に開業してから半年後の入場者数は約20万人で、目標の4割は達成。開業1年後の来場者数は目標の4分の1の約25万人であった。

アイヌ古式舞踊披露

### 年表
- 2007年（平成19年）：国際連合総会にて「先住民族の権利に関する国際連合宣言」採択[14]。
- 2008年（平成20年）：衆議院・参議院において「アイヌ民族を先住民族とすることを求める決議」を全会一致で採択[14]。
- 2009年（平成21年）：「アイヌ政策のあり方に関する有識者懇談会」報告において「民族共生の象徴となる空間」の整備を提言[14]。
- 2014年（平成26年）：「『民族共生の象徴となる空間』の整備及び管理運営に関する基本方針」を閣議決定。民族共生象徴空間を白老町に整備することが決定[14]。
- 2015年（平成27年）：文化庁が国立のアイヌ文化博物館（仮称）基本計画を策定。
- 2016年（平成28年）：民族共生象徴空間交流促進官民応援ネットワーク設立[15]。
- 2017年（平成29年）：国立アイヌ民族博物館の基本設計概要を公表[16]。運営主体を「公益財団法人アイヌ文化振興・研究推進機構」に指定[14]。
- 2018年（平成30年）：アイヌ民族博物館（ポロトコタン）休館[17]。公益財団法人アイヌ文化振興・研究推進機構と一般財団法人アイヌ民族博物館が合併し、公益財団法人アイヌ民族文化財団と名称変更[14]。民族共生象徴空間の愛称が「ウポポイ」に決定[4]。
- 2019年（令和元年）：「アイヌの人々の誇りが尊重される社会を実現するための施策の推進に関する法律」施行。慰霊施設完成[18]。
- 2020年（令和2年）：日本国内における2019新型コロナウイルスの感染拡大に伴い、2度の延期を経て[19][20][21]記念式典を7月11日に開催し、7月12日に開業[22][23]。水曜日のカンパネラのコムアイが歌うテレビCMが放映された[24]。
- 2025年（令和7年）：『ウポポイのアイヌ語表示辞典』を公開[25][26]。

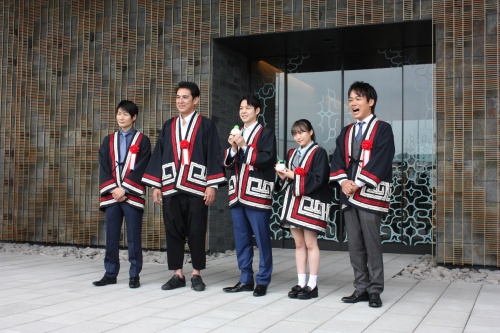
ウポポイ開業記念式典（左から）戸次重幸、宇梶剛士、鈴木直道、坂口渚沙、森崎博之

## 利用案内
- 開園時間（国立アイヌ民族博物館・国立民族共生公園）
  - 平日：9:00 - 18:00
  - 休日：9:00 - 20:00
  - 夏期：9:00 - 20:00
  - 冬期：9:00 - 17:00
- 公開時間（慰霊施設）
  - 夏期：9:00 - 17:00
  - 冬期：9:00 - 16:00
- 閉園日（国立アイヌ民族博物館・国立民族共生公園・慰霊施設）
  - 月曜日（祝日または休日の場合は翌日以降の平日）
  - 年末年始（12月29日から1月3日）
- 入場料
  - 大人（一般）：1,200円
  - 大人（団体）：960円
  - 高校生（一般）：600円
  - 高校生（団体）：480円
  - 中学生以下：無料
  - 障がい者手帳等提示：無料（介護者1名無料）
- 年間パスポート：大人（一般）2,000円、高校生（一般）1,000円

## 主要施設

### 国立アイヌ民族博物館
アイヌの歴史とアイヌ文化を主題とした日本国内初の国立博物館。

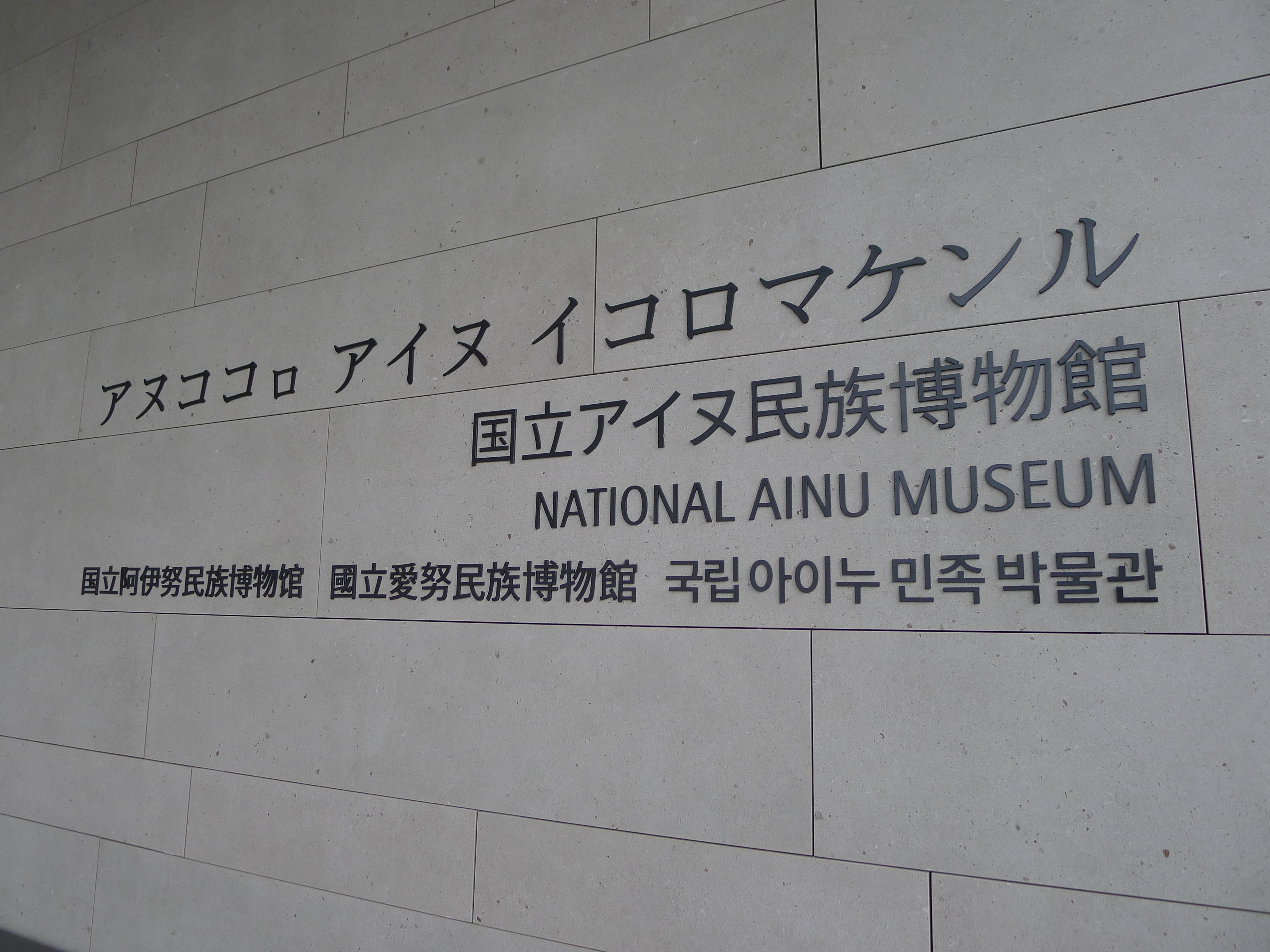
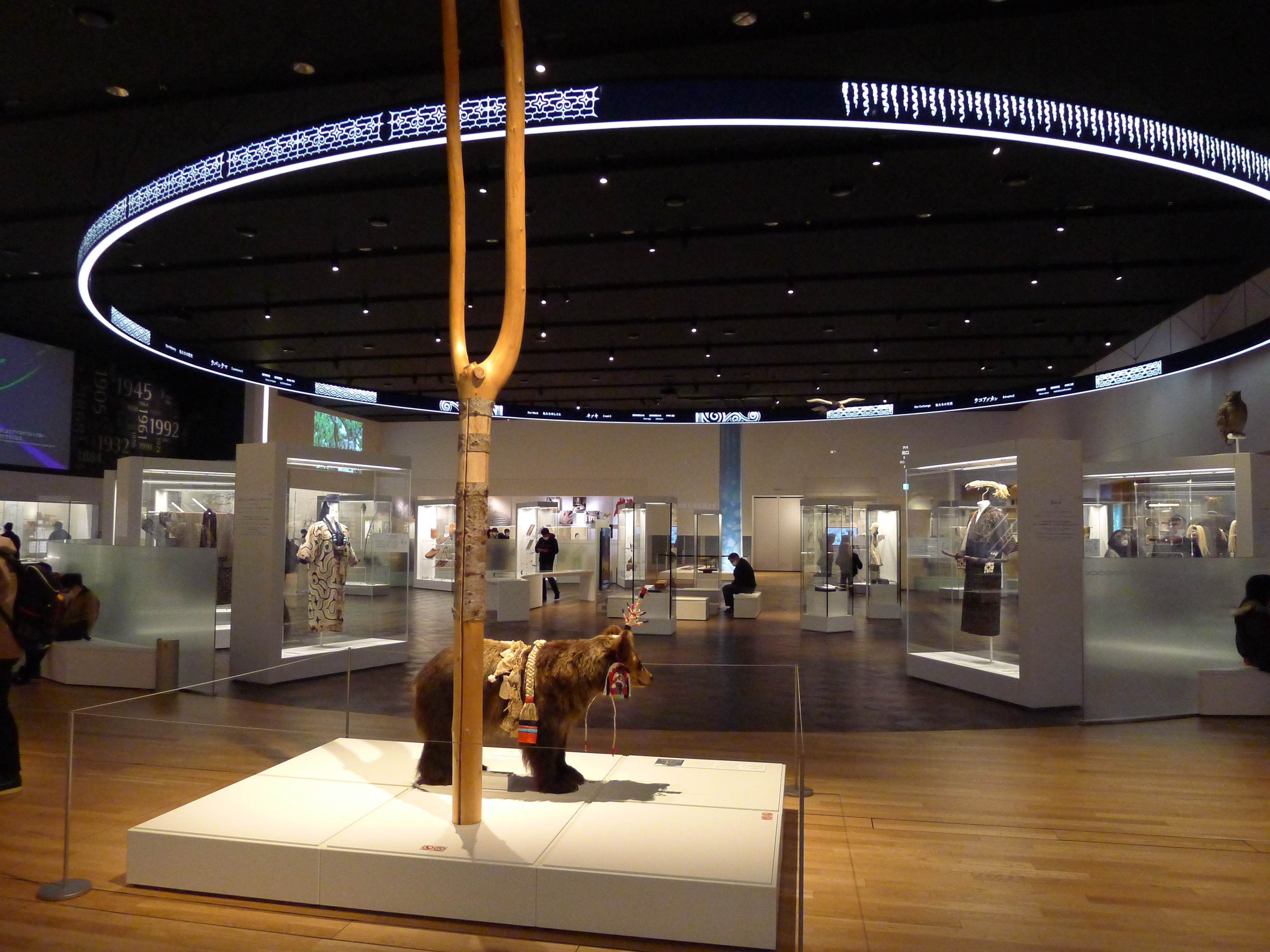
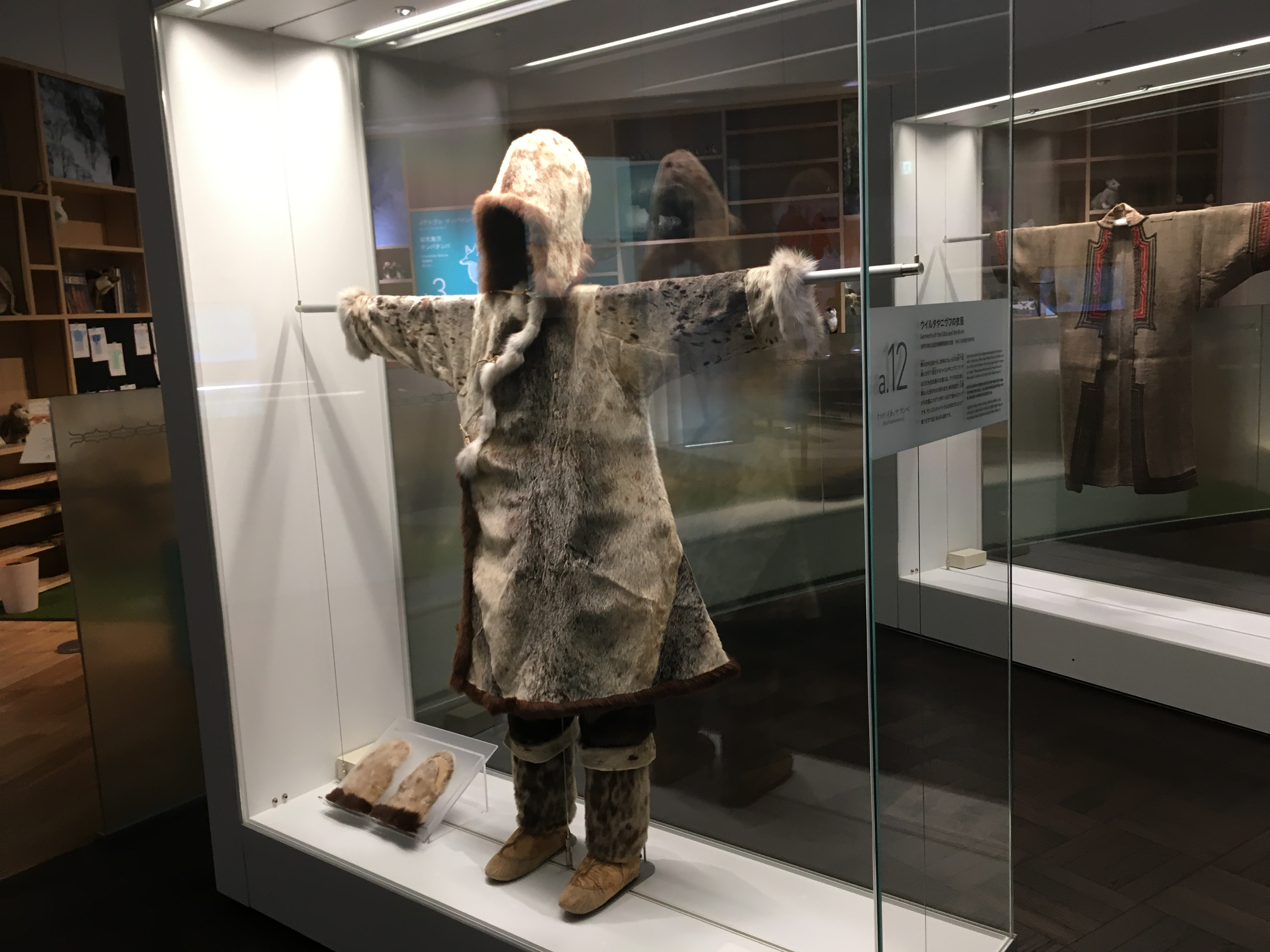
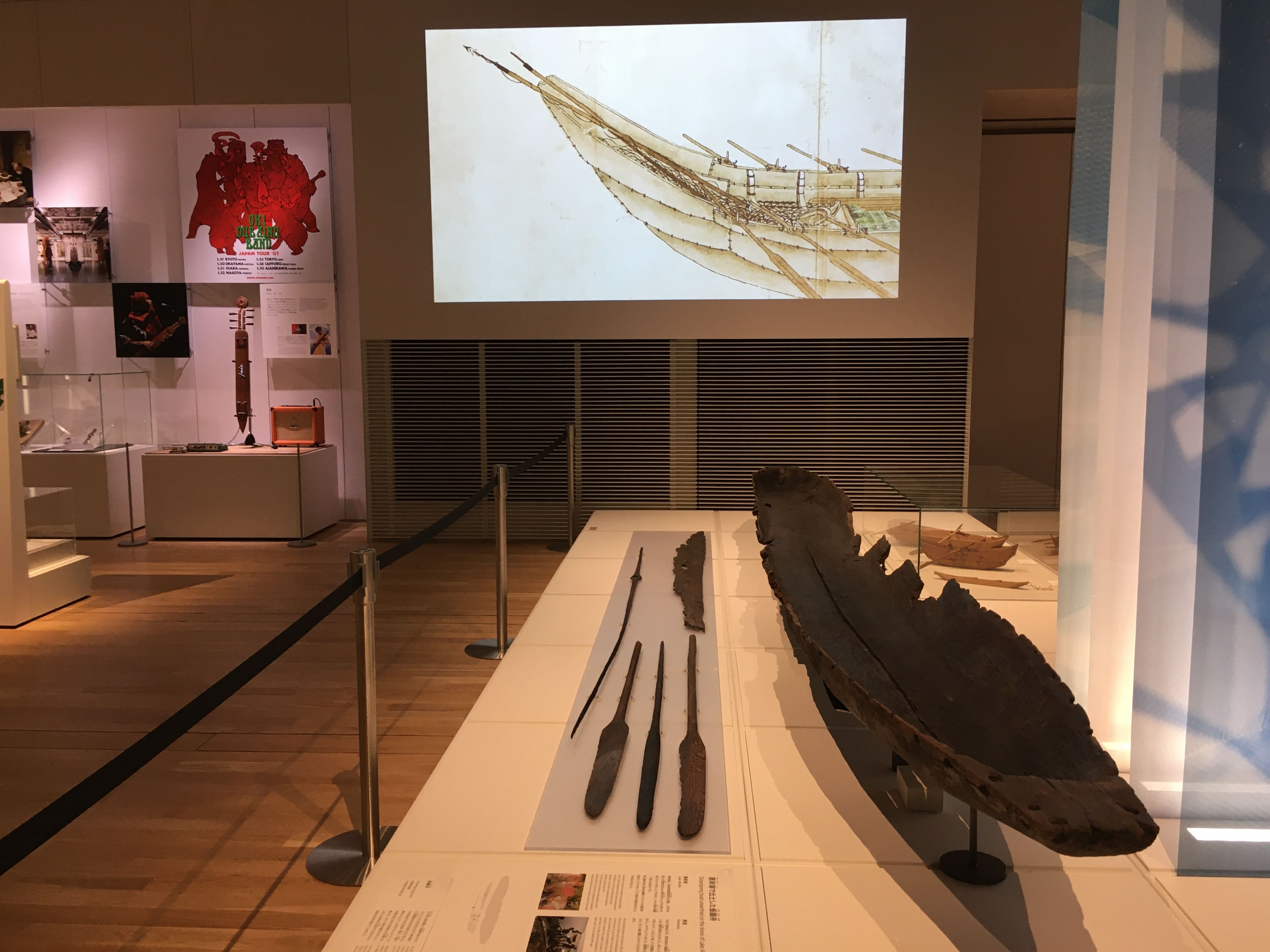

概要
- 1階
  - 総合案内
  - シアター
  - 交流室
  - ミュージアムショップ
  - ライブラリ
- 2階
  - パノラミックロビー
  - 基本展示室
  - 特別展示室

### 国立民族共生公園
国立民族共生公園は、自然の中で培われてきたアイヌ文化を五感で感じることができる体験型フィールドミュージアムとなっている。いざないの回廊、歓迎の広場、エントランス棟は入場料を支払わなくても利用可能なエリアであり、エントランス棟にはアイヌ工芸品を扱うショップ、レストランやカフェがある。
概要
- 体験交流ホール

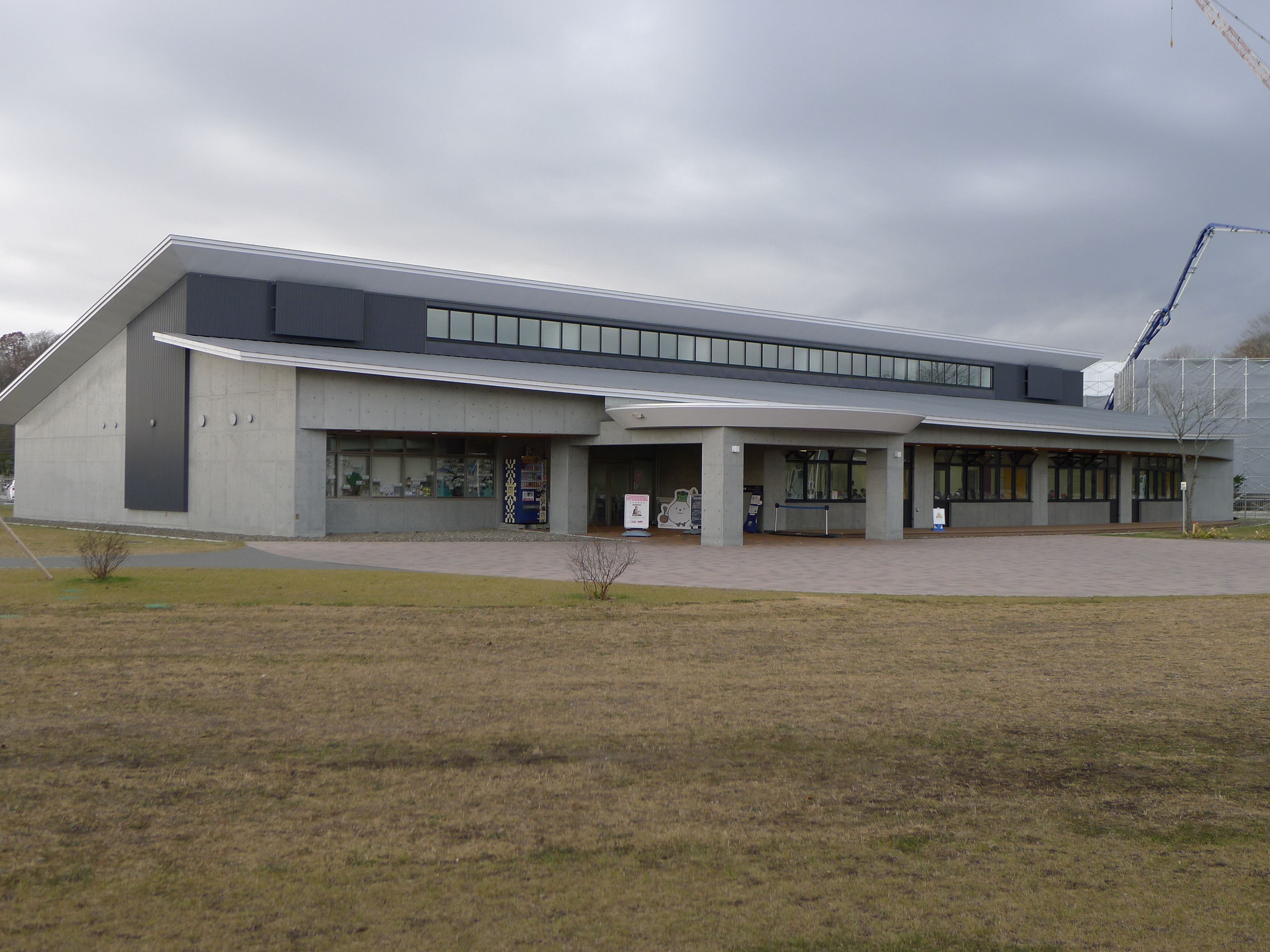
体験学習館
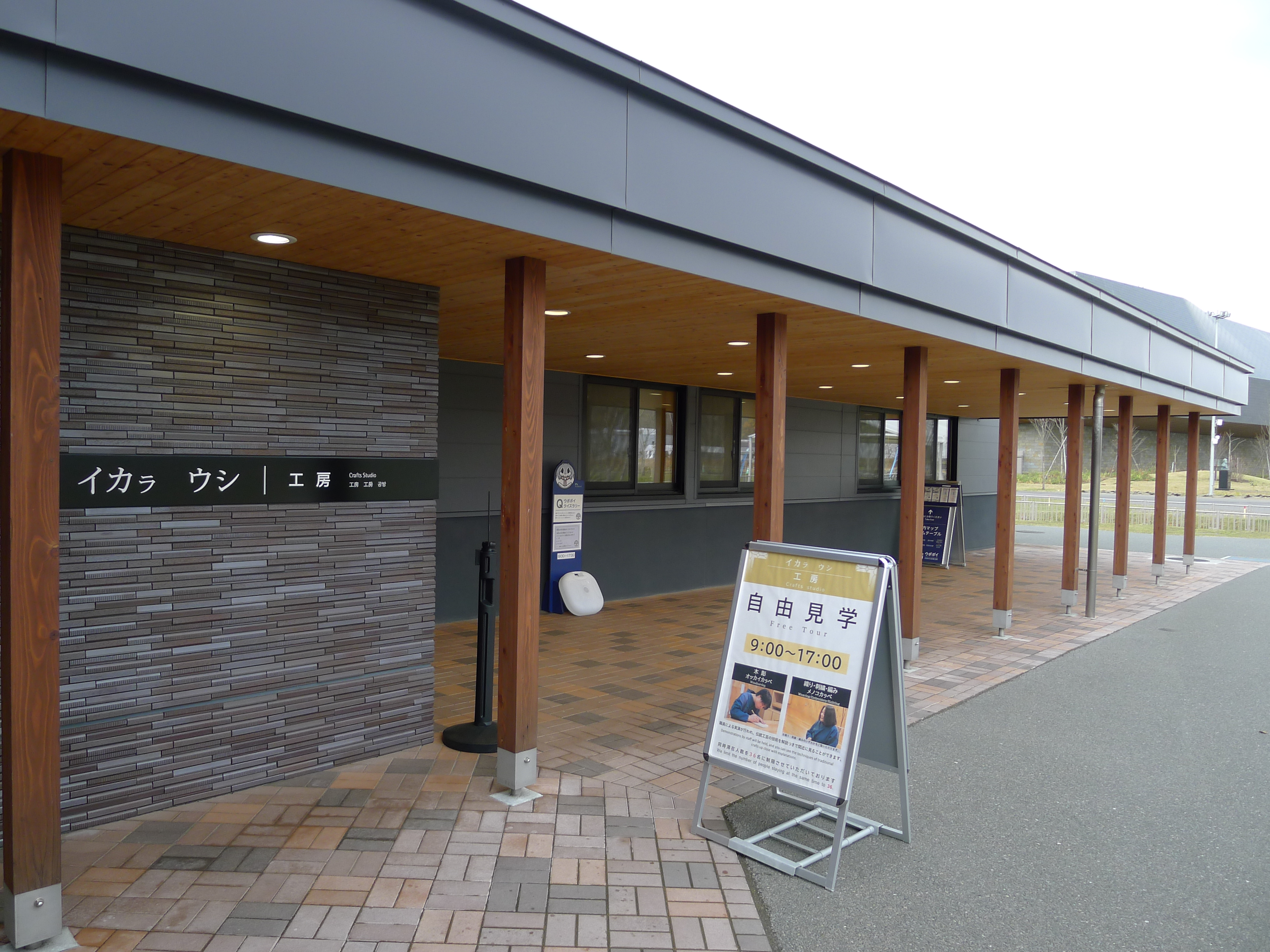
工房
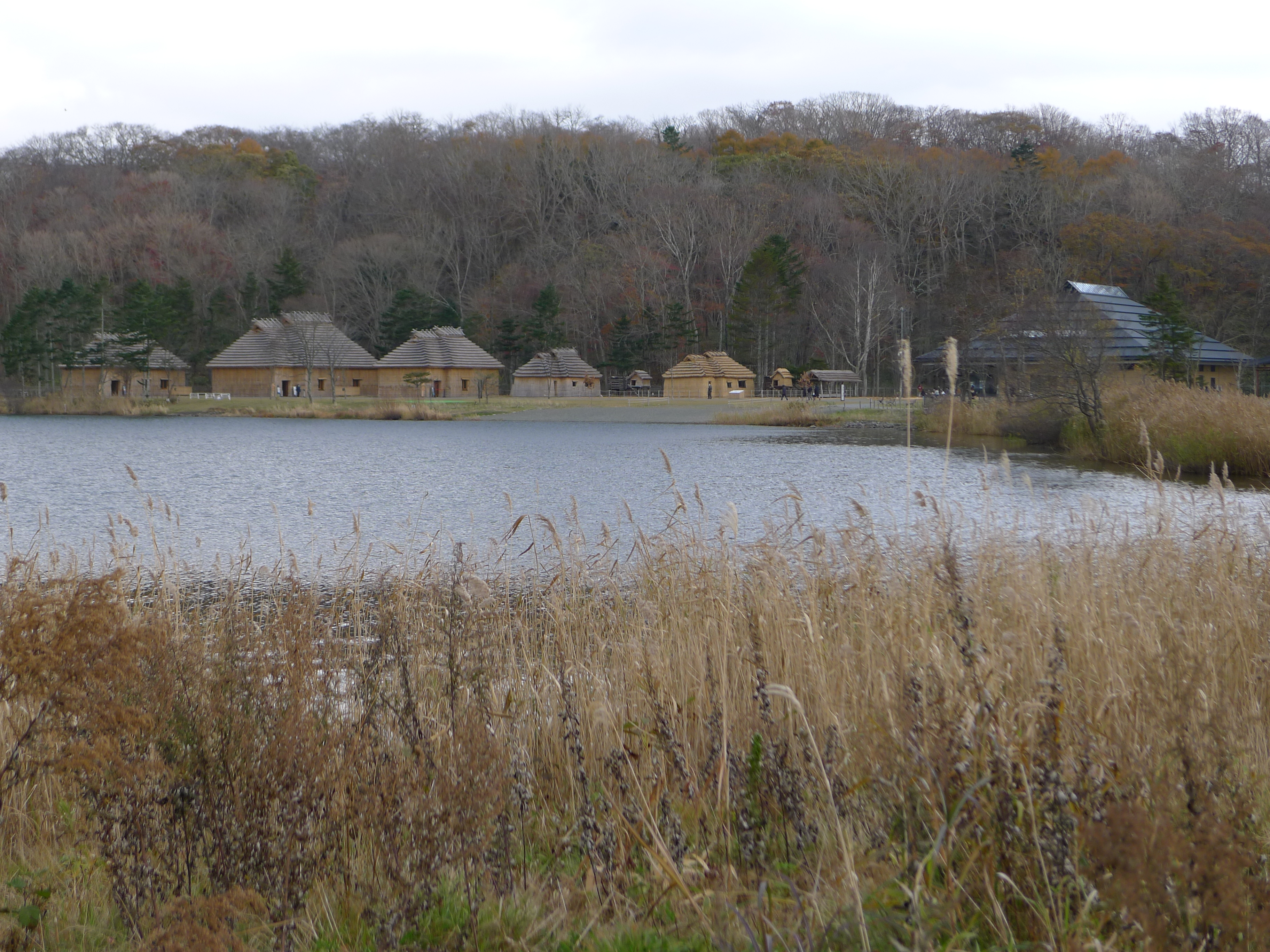
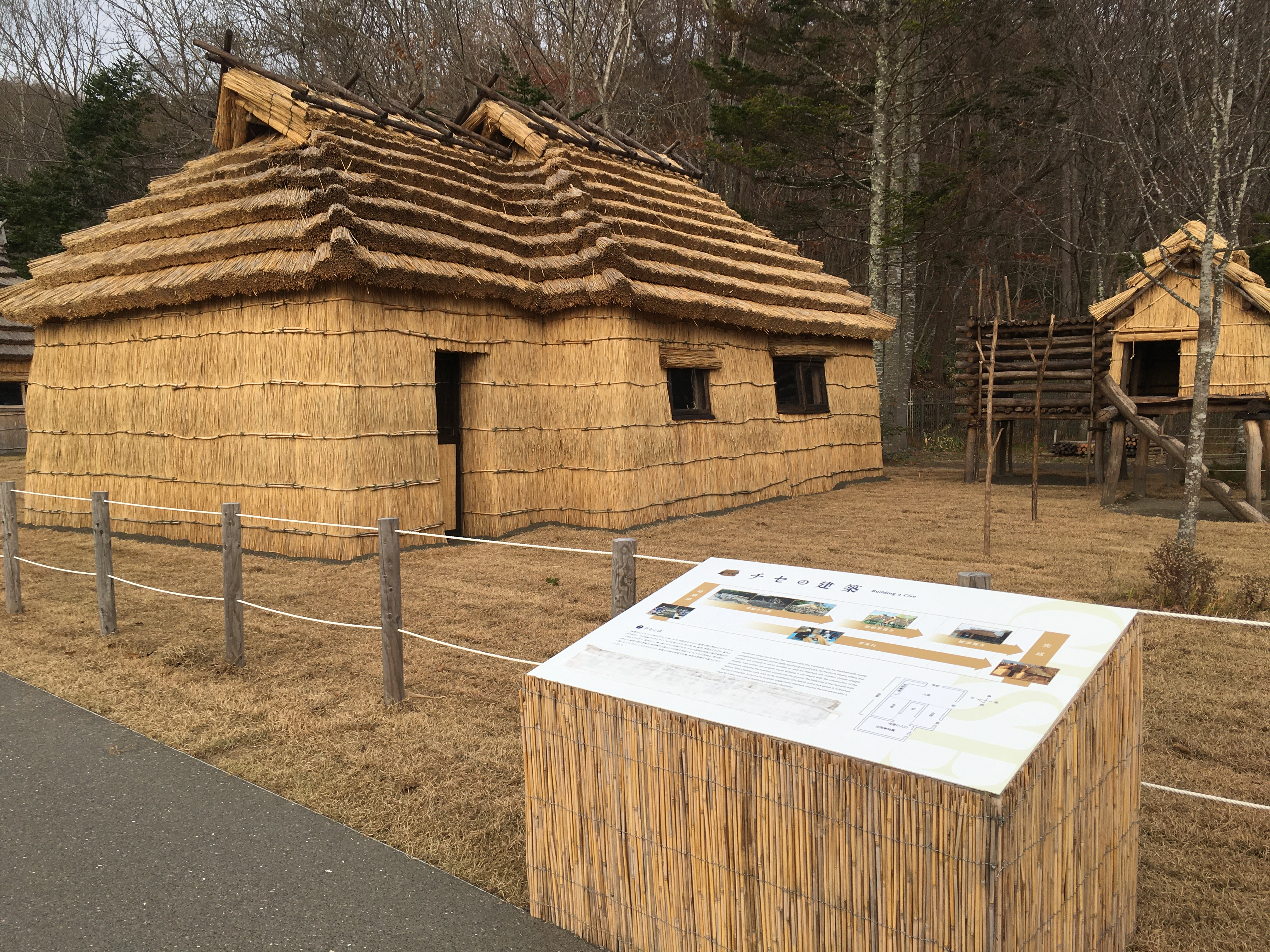

- 伝統的コタン
- いざないの回廊
- 歓迎の広場
- エントランス棟
- チキサニ広場

- 体験学習館
- 工房

### 慰霊施設
ポロト湖東側の高台にあり、中核区域にある国立アイヌ民族博物館や国立民族共生公園からは約1,200 m離れている。
大学が研究目的で盗掘したアイヌの遺骨や副葬品などについて、関係者の理解や協力の下で集約し、アイヌの人々による尊厳ある慰霊の実現およびアイヌの人々による受入体制が整うまでの間に適切な管理を行うための施設となっている。
概要
- 墓所（外観のみ公開）
- 慰霊行事施設
- モニュメント

## 関連区域
関連区域は、中核区域（国立アイヌ民族博物館・国立民族共生公園）の周辺にあり、中核区域と一体となってアイヌ文化を体験することができる広域的なフィールドミュージアムの機能を有する区域である。

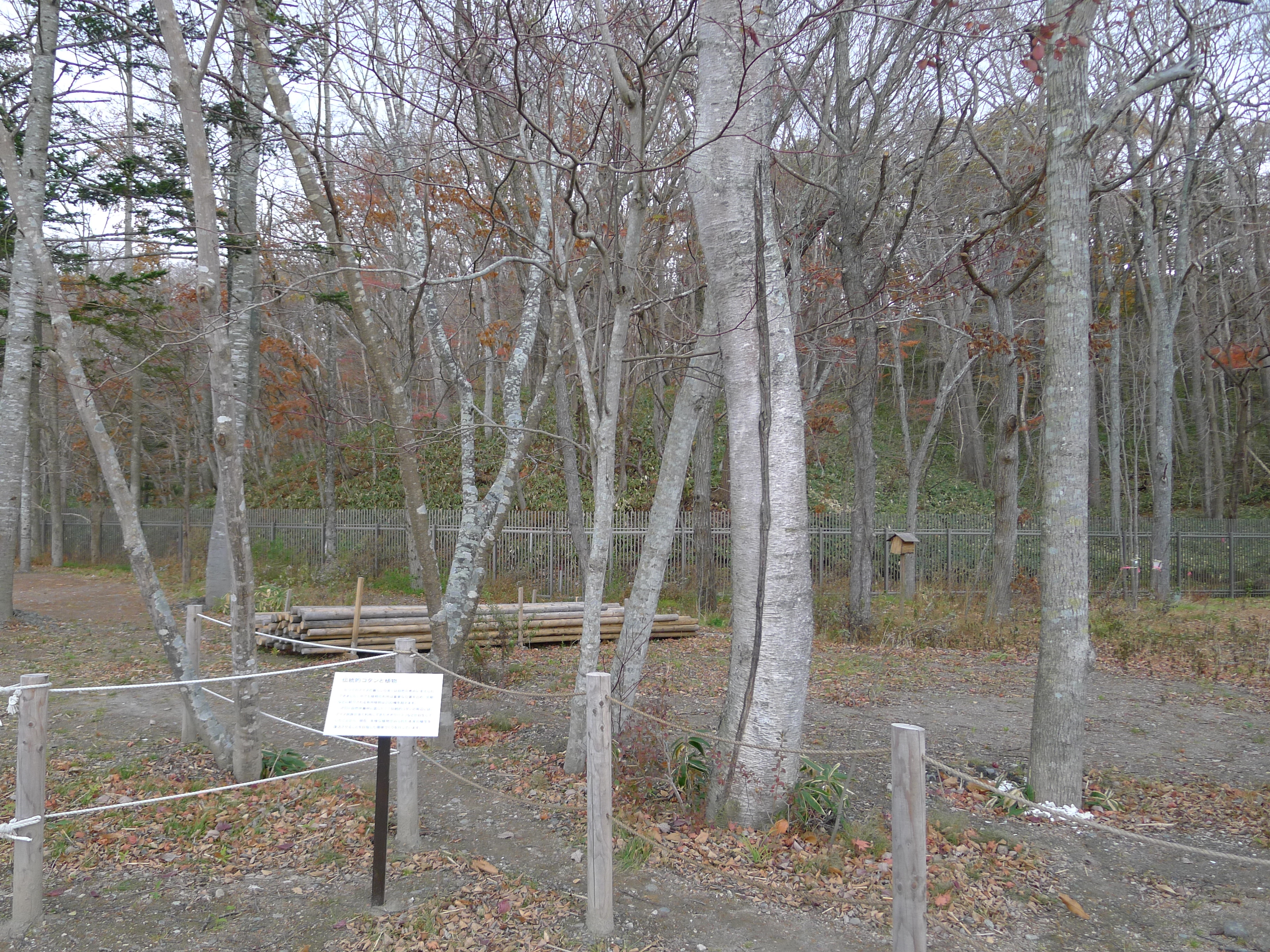
ポロト森林

- ポロト森林地区
  - ポロト自然休養林[31]
- ポロト周辺河川地区
- ポント沼地区
  - ポント沼
- 仙台藩陣屋地区
  - 白老仙台藩陣屋跡
- 森野地区
- ヨコスト湿原・海岸地区
  - ヨコスト湿原
- 白老港地区
  - 白老港の一部港湾区域

## アクセス・駐車場
- 札幌市内・登別温泉から道南バス「高速おんせん号」または新千歳空港から道南バス「高速登別温泉エアポート号」で「ウポポイ前」バス停下車
- 白老駅北口から徒歩約10分、または白老町交流促進バスで「民族共生象徴空間 ウポポイ前」バス停下車
- 駐車場
  - 普通車第1駐車場（場内）：246台
  - 普通車第2駐車場（白老駅北）：311台
  - 普通車臨時駐車場
  - 大型バス第1駐車場：50台
  - 大型バス第2駐車場：38台
  - 駐輪場
  - 慰霊施設普通車駐輪場：66台

## 関連文献
- 「特集：ウポポイの／での研究」『境界研究』第12号、スラブ・ユーラシア研究センター、2022年、2024年5月18日閲覧。